# Марсело Лухан
Марсело Лухан (на испански: Marcelo Luján) е аржентински поет и писател на произведения в жанра социална драма, криминален роман и лирика.

## Биография и творчество
Марсело Лухан е роден на 9 юни 1973 г. в квартал Матадерос на Буенос Айрес, Аржентина. В началото на 2001 г. се установява в Мадрид, където работи като координатор на културни дейности и ателиета за литературно творчество.
Първата му книга, сборникът с 5 разказа „Цветя за Ирен“, е издаден през 2003 г. и получава наградата „Санта Крус де Тенерифе“. Следващите му сборници с разкази също са удостоени с награди.
През 2009 г. е издаден първият му роман „Лошото чакане“. Главният герой Ел Нене работи в Мадрид за тайна организация, посветена на борбата с трафика на наркотици и организираната престъпност. Но животът му се променя, когато изпълнявайки поредната задача открива, че всеки от хората около него е част от сложен заговор от фалшиви самоличности, смъртни случаи, оцеляване, предателства и 33 години чакане за отмъщение. Книгата получава наградата на град Хетафе за криминален роман.
През 2012 г. е издаден романът му „Моравия“. Известният и забогатял бандонеонист Хуан Кошич се завръща в родното си място, след петнайсет години със съпругата си и малката си дъщеря. Той не разкрива самоличността си, а целта на посещението му е да покаже на майка си, която управлява пансион в малкото село, че е успял триумфирал благодарение на професията и таланта, а тя му е отказала, заради което я е напуснал. Но историята получава обрат, когато фатална случайност довежда събитията до драматична развръзка.
През 2015 г. е издаден романът му „Подземие“. Едно лято 17-годишната Ева прави трагична катастрофа с кола, в която се намират брат ѝ близнак Фабиан и собственика на колата Хавиер. Хавиер загива, а брат ѝ остава инвалид. Майката на Ева поставя на мястото на водача тялото на Хавиер, и обвиняват него за инцидента. Но Хавиер е записал видео с телефона си и започва да малтретира вербално и физически сестра си. Тя започва тайна връзка с брата на Хавиер, Рамон, а тя го убеждава, че Фабиан е шофирал, и че той е виновен за всичко. Те съставят план как да го премахнат, но нещо неочаквано осуетява намеренията им. Романът получава няколко награди, включително наградата „Дашиъл Хамет“ за криминален роман.
Марсело Лухан живее със семейството си в Мадрид.

## Произведения

### Самостоятелни романи
- La mala espera (2009) – награда на град Хетафе за криминален роман[1][2]
- Moravia (2012)
Моравия, изд. „Тонипрес“ (2019), прев. Ангелина Димитрова
- Subsuelo (2015) – награда на град Санта Крус де Тенерифе, награда „”Немелпол“ и награда „Дашиъл Хамет“
Подземие, изд. „Тонипрес“ (2022), прев. Ангелина Димитрова

### Сборници
- Flores para Irene (2003) – награда на град Санта Крус де Тенерифе[1][3]
- En algún cielo (2006) – награда на град Алкала де Енарес за изкуство и литература
- El desvío (2007) – награда „Куча“ на град Сан Себастиан[1]
- La claridad (2020) – международна награда „Рибера дел Дуеро“

### Поетична проза
- Arder en el invierno (2010)[1][3]
- Pequeños pies ingleses (2013)